# 진 피터스

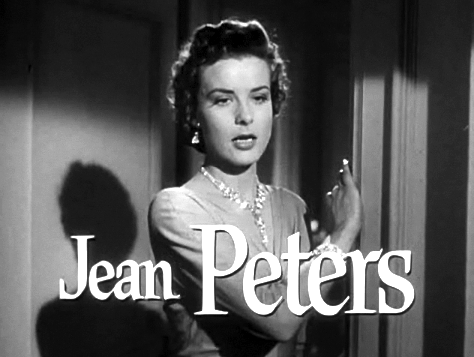

진 피터스(Jean Peters, 1926년 10월 15일 ~ 2000년 10월 13일)는 미국의 텔레비전 배우, 영화배우이다.
캔턴에서 태어났으며 칼즈배드에서 사망하였다. 사인은 백혈병이다.

## 영화
- 피터라 불리는 사나이 (1955년)
- 애천 (1954년)
- 아파치 (1954년)
- 부러진 창 (1954년)
- 사우스 스트리트의 소매치기 (1953년)
- 나이아가라 (1953년)
- 넬리 (1952년)
- 혁명아 자파타 (1952년)
- 오 헨리 단편집 (1952년)
- 앤 오브 더 인디즈 (1951년)
- 러브 댓 브루트 (1950년)
- 잇 해펀스 에브리 스프링 (1949년)
- 딥 워터 (1948년)
- 페드로 선장의 모험 (1947년)